# Asinara
Asinara (wł. Isola Asinara) – włoska wyspa na Morzu Śródziemnym, u północno-zachodniego wybrzeża Sardynii, położona naprzeciwko przylądka Falcone, ogranicza od zachodu Zatokę Asinara. Powierzchnia wyspy wynosi ok. 50,9 km², bardzo nieregularna i rozbudowana linia brzegowa o całkowitej długości wynoszącej ok. 100 km. Ukształtowanie powierzchni pagórkowate z najwyższym wzniesieniem Punta della Scomúnica, sięgającym ok. 408 m n.p.m. Wyspa liczy ok. 700 mieszkańców, którzy zajmują się głównie rybołówstwem. Od 1997 roku objęta została Parkiem Narodowym Asinara (wł. Parco nazionale dell’Asinara).

## Położenie
Wyspa Asinara znajduje się przy północno-zachodnim krańcu Sardynii. Rozciąga się między Punta Colondri na południu (40° 59' N), Punta dello Scorno na północy (41° 07' N), Punta Salippi na zachodzie (40° 15 'E) i Punta Sabina na wschodzie (40° 06' E). Wyspa ma bardzo nieregularny kształt, powierzchnię około 51 kilometrów kwadratowych i długość w linii prostej ponad 18 km. Szerokość waha się od 270 do 300 m w najwęższych miejscach, do 7 km w najbardziej wysuniętej na północ części wyspy. Linia brzegowa jest bardzo rozbudowana, a jej długość wynosi około 100 km.

## Geografia
Wyspa składa się z czterech małych masywów o charakterze płaskowyżów, połączonych niższymi przesmykami. Charakteryzuje się dużymi powierzchniami wychodni skalnych, z rzadką szatą roślinną i przewagą zarośli krzewiastych. Jedynie obszar Elighe Mannu ma niewielką część porośniętą roślinnością drzewiastą, w której dominuje dąb ostrolistny.
Północna część wyspy jest większa, zarówno pod względem powierzchni, jak i wysokości i obejmuje najwyższy szczyt Punta della Scomúnica (408 m n.p.m.), która łączy się z południową częścią z równiną Campu Perdu. Na południe od tego płaskowyżu wznosi się kompleks łupkowy Monte Ruda (215 m n.p.m.), zajmujący pagórkowaty obszar o powierzchni około 2 kilometrów kwadratowych, ograniczony leżącym poniżej przesmykiem Punta Marcutza (195 m n.p.m.). W tym jądrze ważne są układy filońskie i osady wapieni tyrreńskich. W środkowo-południowej części wyspy, na południe od obszaru zwanego Stretti, znajduje się kolejna grupa wzniesień, w tym z Punta Tumbarino (241 m n.p.m.), Punta Romasino (215 m n.p.m.) i Guardia del Turco (128 m n.p.m.). Linia grzbietu tej formacji jest zorientowana w kierunku NW-SE, podobnie jak płaskowyże Capo Falcone i Monte Forte w Nurrze. Sektor ten jest ograniczony dwoma zatokami riasowymi: Cala Scombro di Dentro i Scombro di Fuori i jest najwęższym punktem wyspy. Południowy rdzeń składa się głównie z granitowej intruzji Punta Maestra Fornelli (265 m n.p.m.) i szarych łupków, identycznych z tymi z półwyspu Stintino. Połączenie tego obszaru z Isola Piana przerywa cieśnina Fornelli, której głębokość nie przekracza 5 metrów. Wzdłuż wybrzeża widoczne są różne działania erozyjne: zachodnie wybrzeże jest strome i skaliste, prawie całkowicie niedostępne od strony morza ze względu na klify, które w niektórych miejscach sięgają 200 metrów wysokości. Tutaj wybrzeże, na które oddziałują silne prądy morskie i ruch falowy wiatrów, charakteryzuje się brakiem osadów piaszczystych i pogłębiających się na kilka metrów bruzd. Wschodnie wybrzeże jest generalnie niskie i kamieniste, z plażami zlokalizowanymi głównie w Fornelli, Sant’Andrea, La Reale, Trabuccato, Punta Sabina i Cala Arena.

## Historia
Asinara jest drugą co do wielkości wyspą Sardynii po Sant'Antioco. Jest to wąski obszar rozciągający się z północy na południe z bardzo wciętą linią brzegową, która podkreśla dużą różnorodność siedlisk. Wyspa ma osobliwą sytuację historyczną, środowiskową i prawną. Pierwsze ślady obecności człowieka sięgają czasów neolitu. Cechy środowiskowe tego obszaru zostały zachowane dzięki serii wydarzeń, które nadały wyspie nazwę „Isola del Diavolo” („Wyspa Diabła”).
Na przestrzeni dziejów kontrola nad wyspą Asinara zmieniała się pomiędzy Republiką Pizy, Republiką Genui a Królestwem Aragonii. W 1721 roku wyspa stała się własnością Królestwa Sardynii, a później, w konsekwencji zjednoczenia ziem włoskich, Królestwa Włoch. W czasach bardziej współczesnych, wyspa była wykorzystywana jako miejsce kwarantanny oraz jako więzienie. Podczas I wojny światowej wykorzystywana była jako obóz koncentracyjny dla austriackich jeńców wojennych, 5 tysięcy z nich zmarło na wyspie. Za faszystowskich rządów we Włoszech, podczas włoskiej okupacji Etiopii w latach 1936–1941, jako miejsce przetrzymywania etiopskich notabli i etiopskiej rodziny królewskiej. Do 1997 roku znajdowało się tu, otwarte w latach 70. XX wieku, jedno z najlepiej strzeżonych włoskich więzień, przeznaczone dla członków mafii i terrorystów z Czerwonych Brygad.